# Maduk

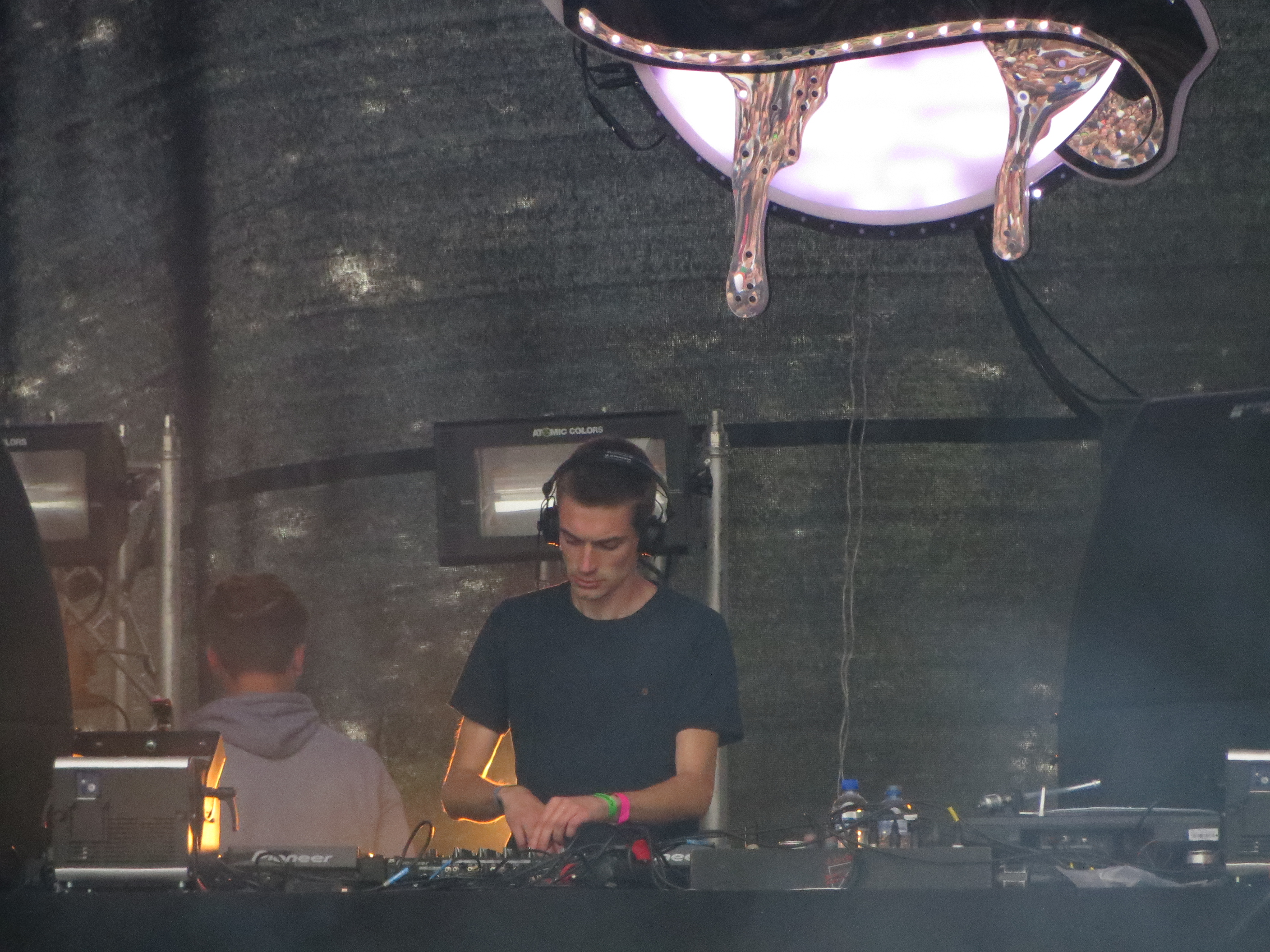
Maduk auf dem Liquicity Festival (2015)

Mark van der Schoot (* 4. Oktober 1990), bekannt unter seinem Künstlernamen Maduk, ist ein niederländischer Drum-and-Bass-Musikproduzent und DJ. Er veröffentlichte seine Musik unter anderem bei den Plattenfirmen Hospital Records, Liquicity Records, Viper Recordings und Fokuz Recordings. Van der Schoot veröffentlichte sein erstes Album mit dem Namen Never Give Up am 29. April 2016 auf Hospital Records. Zusammen mit Maris Goudzwaard gründete er Liquicity.

## Leben
Der DJ ist seit 2011 als solcher aktiv. Maduk gewann den Preis als „Bester Nachwuchsproduzent“ bei den „Drum and Bass Awards 2014“, und als „Bester Nachwuchs-DJ“ im Jahr 2015.

## Diskografie

### Alben
| Titel                      | Details                                                                                              |
| -------------------------- | --- |
| Never Give Up              | - Erstveröffentlichung: 29. April 2016 - Label: Hospital Records (NHS288) - Format: LP, CD, Download |
| Ghost Assassin EP          | - Erstveröffentlichung: 16. Juli 2012                                                                |
| Feel Good                  | - Erstveröffentlichung: 6. Januar 2013                                                               |
| Hold On / Never Again      | - Erstveröffentlichung: 19. November 2012                                                            |
| Avalon / Levitate          | - Erstveröffentlichung: 31. Oktober 2012                                                             |
| Crossroads / Ordinary Ways | - Erstveröffentlichung: 25. März 2015                                                                |